# Teodoro I de Etiopía
Teodoro I de Etiopía (Escritura etíope: ቴዎድሮስ tēwōdrōs «Theodore», nombre de trono Walda Ambasa ወልደ አምበሳ «hijo del león») fue Emperador (nəgusä nägäst) (1413-1414) del Imperio etíope, y miembro de la dinastía salomónica. Era hijo de Dawit I por la reina Seyon Mangasha.

## Reinado
A pesar de que solo duró nueve meses, el período de gobierno de Teodoro I adquirió la connotación de ser una edad de oro de Etiopía. El explorador James Bruce comentó más tarde,
Debe haber habido algo muy brillante que sucedió bajo este príncipe, porque aunque el reinado es muy breve, es antes de todos los demás la época más favorita en Abisinia. Incluso se cree, con seguridad, que él se levantará otra vez, y reinará en Abisinia durante mil años, y en este período, toda guerra cesará y todos, en plenitud, disfrutarán de la felicidad, la plenitud y la paz.
Ernest Wallis Budge repite la versión del Synaxarium de que el emperador Tewodros era «un hombre muy religioso y un gran amante de la literatura religiosa». Budge agrega que Tewodros deseaba hacer una peregrinación a Jerusalén, pero estaba convencido de no hacer el viaje por el Abuna Mark, «que temía por su seguridad». A pesar de esto, Budge señala que anuló el acuerdo de su antecesor Yekuno Amlak que concedió un tercio del país a la Iglesia de Etiopía.
Tewodros fue asesinado más allá del río Awash luchando contra fuerzas musulmanas, aunque esto no está explícitamente establecido por los cronistas etíopes. Taddesse Tamrat señala que «en las crónicas reales y otras tradiciones para el período, uno puede detectar un intento deliberado de suprimir los fines violentos de los reyes etíopes a manos de sus enemigos». Primero fue enterrado en la iglesia de Tadbaba Maryam, pero su descendiente, el emperador Baeda Maryam I, hizo que su cuerpo fuera enterrado en Atronsa Maryam.